# Monasterio de San Prudencio de Monte Laturce
El monasterio de San Prudencio de Monte Laturce es un antiguo monasterio dedicado a San Prudencio, ubicado en el barranco de Fuentezuela de la localidad de Clavijo en La Rioja (España).

## Leyenda
Según cuenta la tradición, Prudencio, obispo de Tarazona, se encontraba en Osma para arreglar unos conflictos cuando murió. Para dilucidar el lugar donde se enterraría —por haber muerto fuera de su diócesis— se cargó el cadáver a lomos de una mula, que tras dos días de camino llegó hasta una cueva en la ladera del monte Laturce, donde paró. Allí fue enterrado y se levantó una iglesia dedicada a San Vicente. Posteriormente, pasó a llamarse de san Prudencio.

## Historia

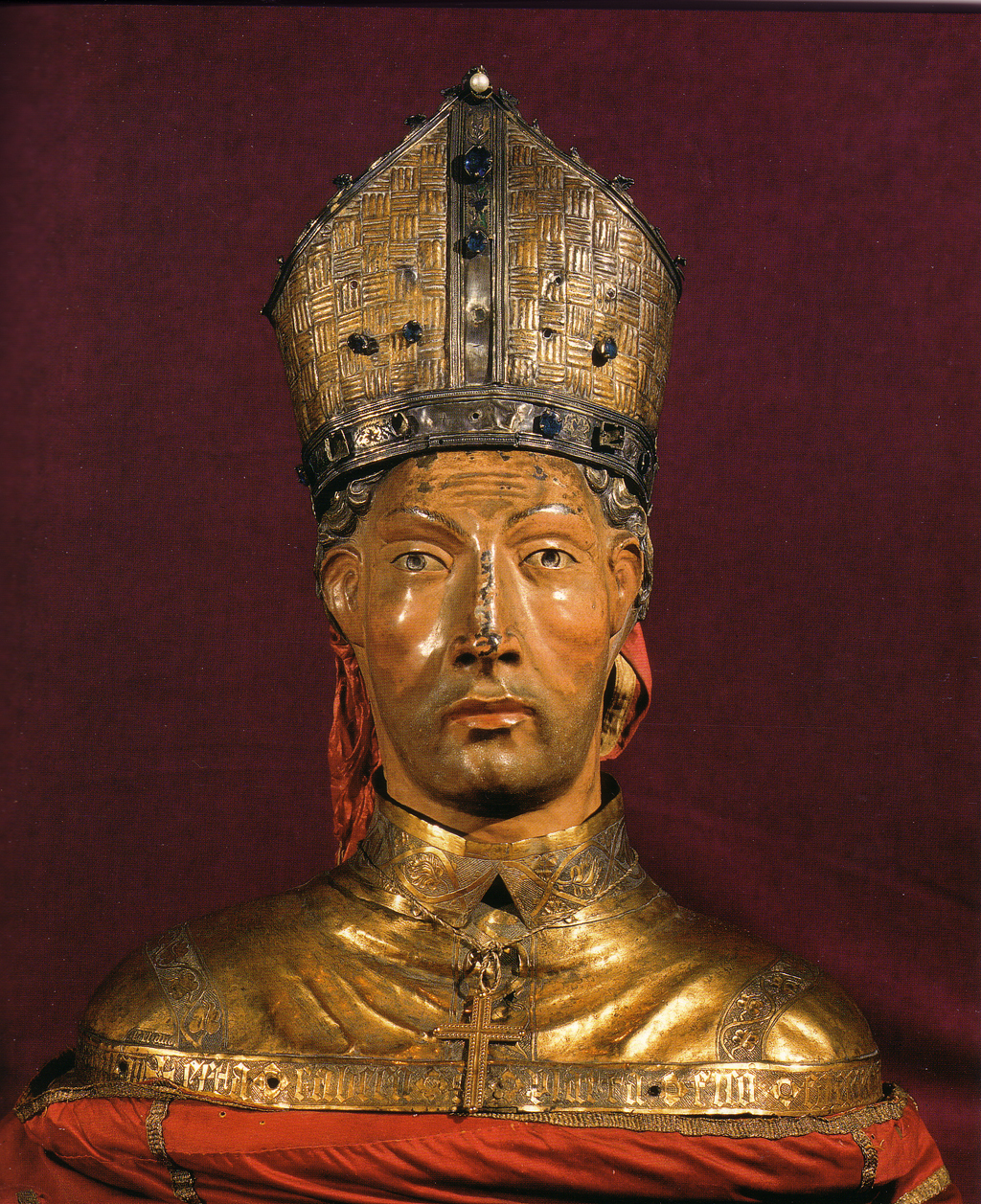
Busto de San Prudencio situado en la concatedral de Santa María de la Redonda de Logroño.

Aunque el suceso fundacional pasó a finales del siglo VI, no se tiene constancia de la existencia del mismo hasta el siglo X con la reconquista del valle del río Leza. Aunque inicialmente tuvo mucho protagonismo en la repoblación de este valle, posteriormente perdió poder, e incluso sus moradores se sometieron al monasterio de Albelda desde 950 hasta 1058 por lo delicado de su ubicación en zona fronteriza.
Los propietarios del monasterio, los señores de Cameros tuvieron ahí su panteón. Diego Jiménez —que sucedió a su hermano Pedro Jiménez en el señorío— y su esposa Guiomar Rodríguez de Traba, refundaron el monasterio en 1181 y lo entregaron al monasterio de Santa María de Rute de la Orden del Císter que había sido fundado en 1162 por Pedro Jiménez, su hermano Diego y la hermana de ambos, Teresa, junto con su esposo Lope Íñiguez de Mendoza, señor de Llodio. La donación del monasterio de Monte Laturce al de Rute estipulaba que los monjes de este último monasterio se trasladasen al de Monte Laturce como comunidad cisterciense.
Más adelante varios monasterios menores, e incluso las parroquias de Villanueva de San Prudencio, Ventas Blancas y Lagunilla del Jubera estuvieron a cargo del monasterio de Monte Laturce.
Además de las reliquias de San Prudencio —aunque puede ser que la mayoría las trasladasen al de Santa María la Real de Nájera— también poseía las de san Funes y san Félix del Monte.
Inicialmente estuvieron bajo la orden de San Benito, y en 1181 cambiaron a la cisterciense.
Con la desamortización de Mendizábal, en 1836, fue abandonado y sus posesiones enviadas a la Concatedral de Santa María de la Redonda de Logroño. Actualmente, se encuentra en ruinas y forma parte de la lista roja de patrimonio en peligro de España.
En el año 2023, surgió la ascociación Salvemos el Monasterio de San Prudencio, con el fin de rescatar al monasterio del abandono.

## Galería de imágenes

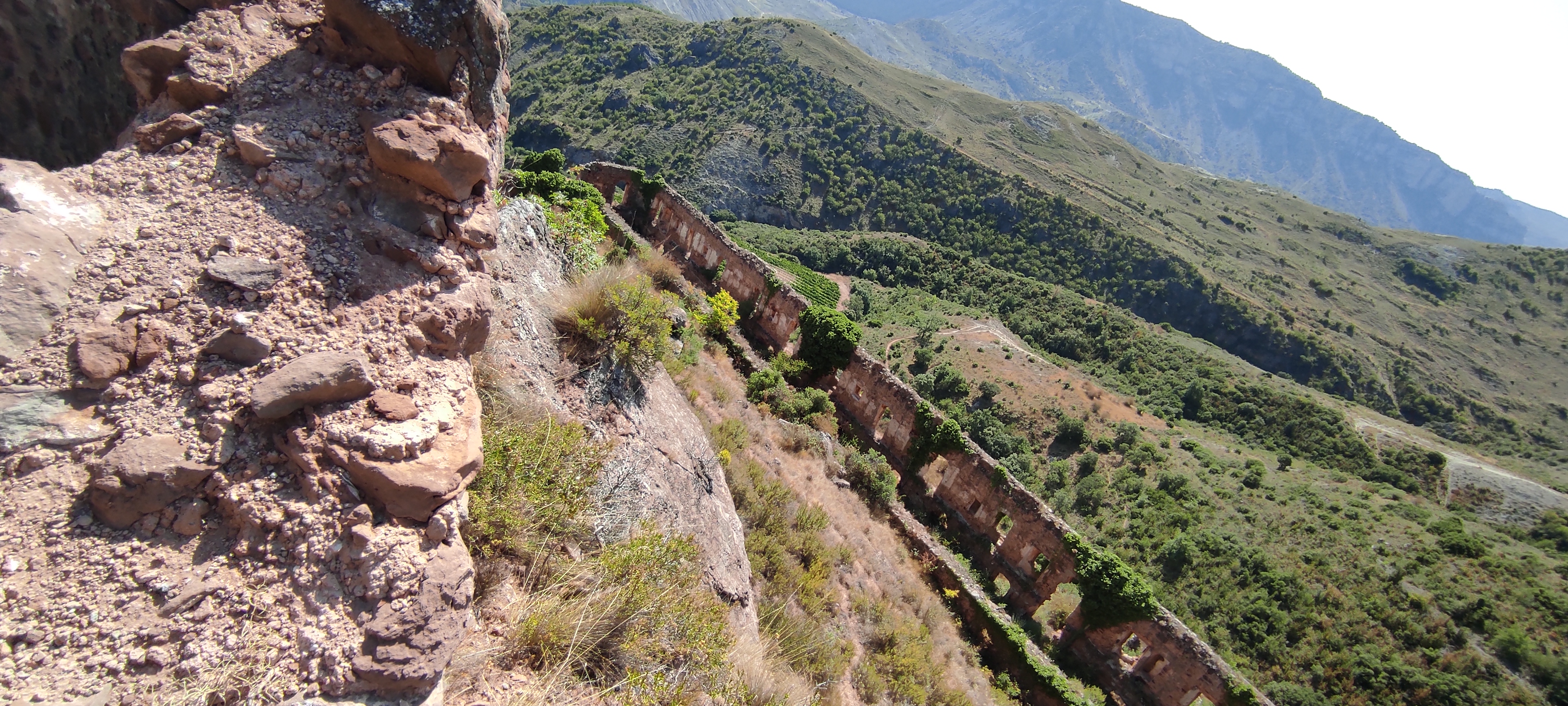
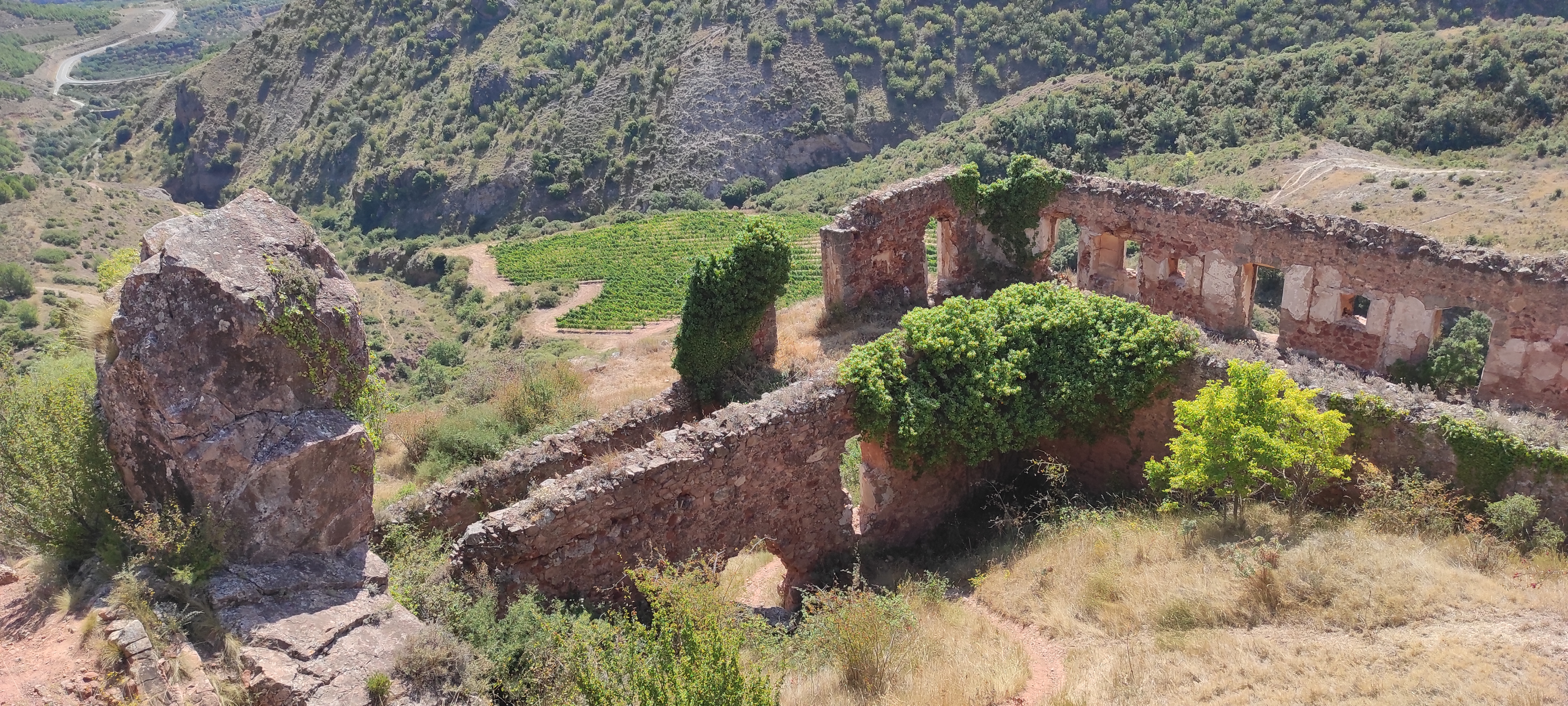
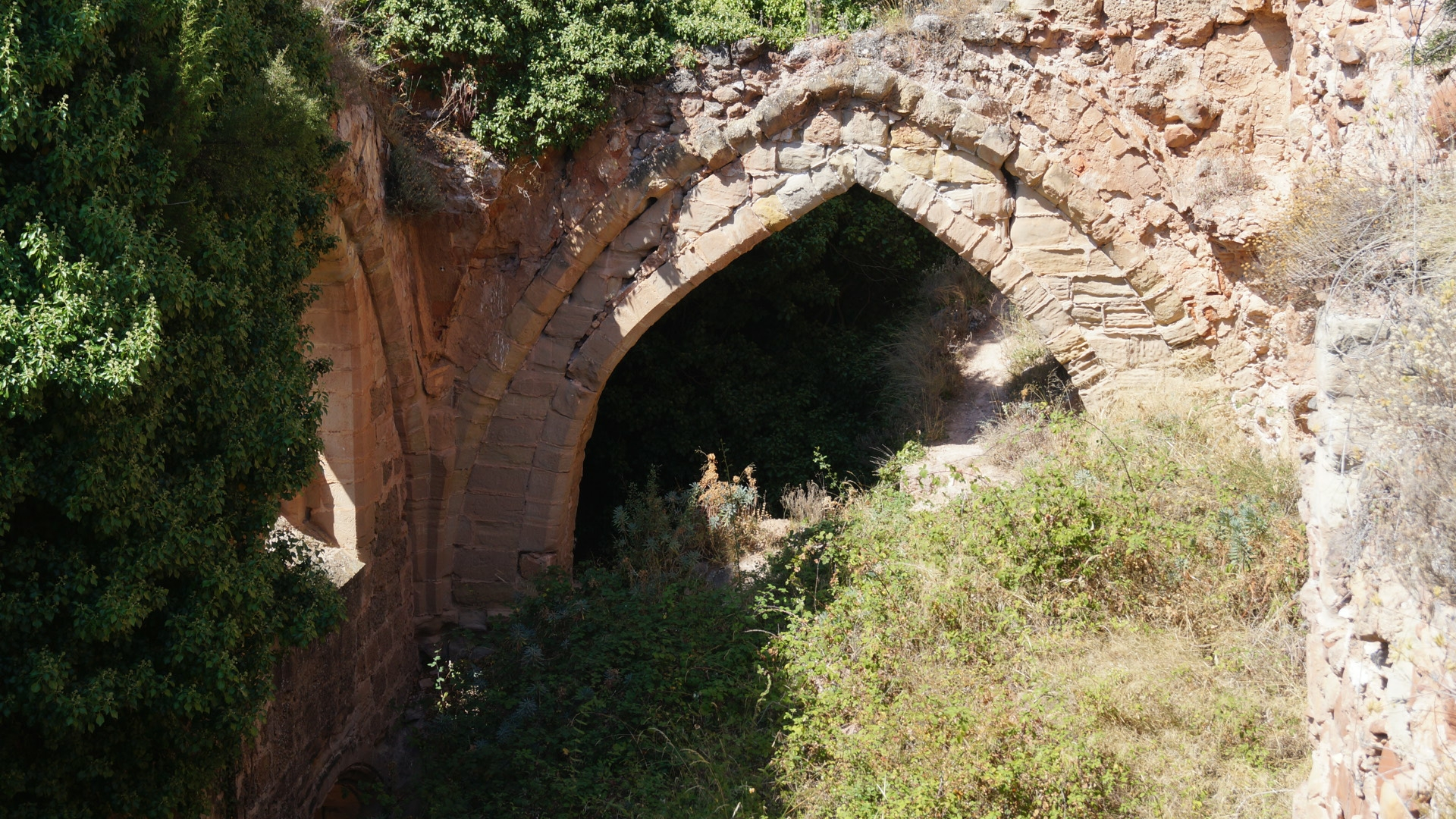
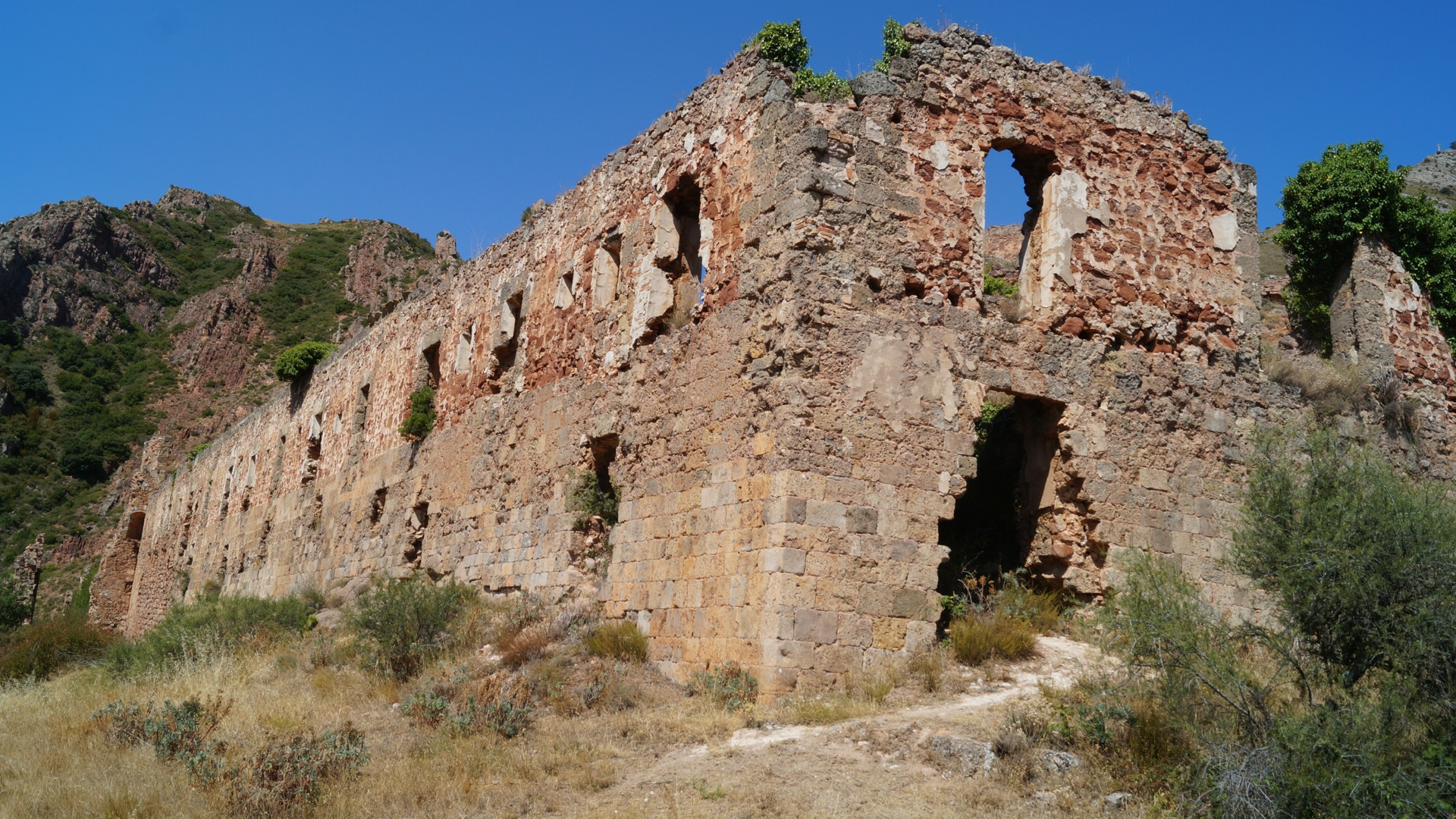
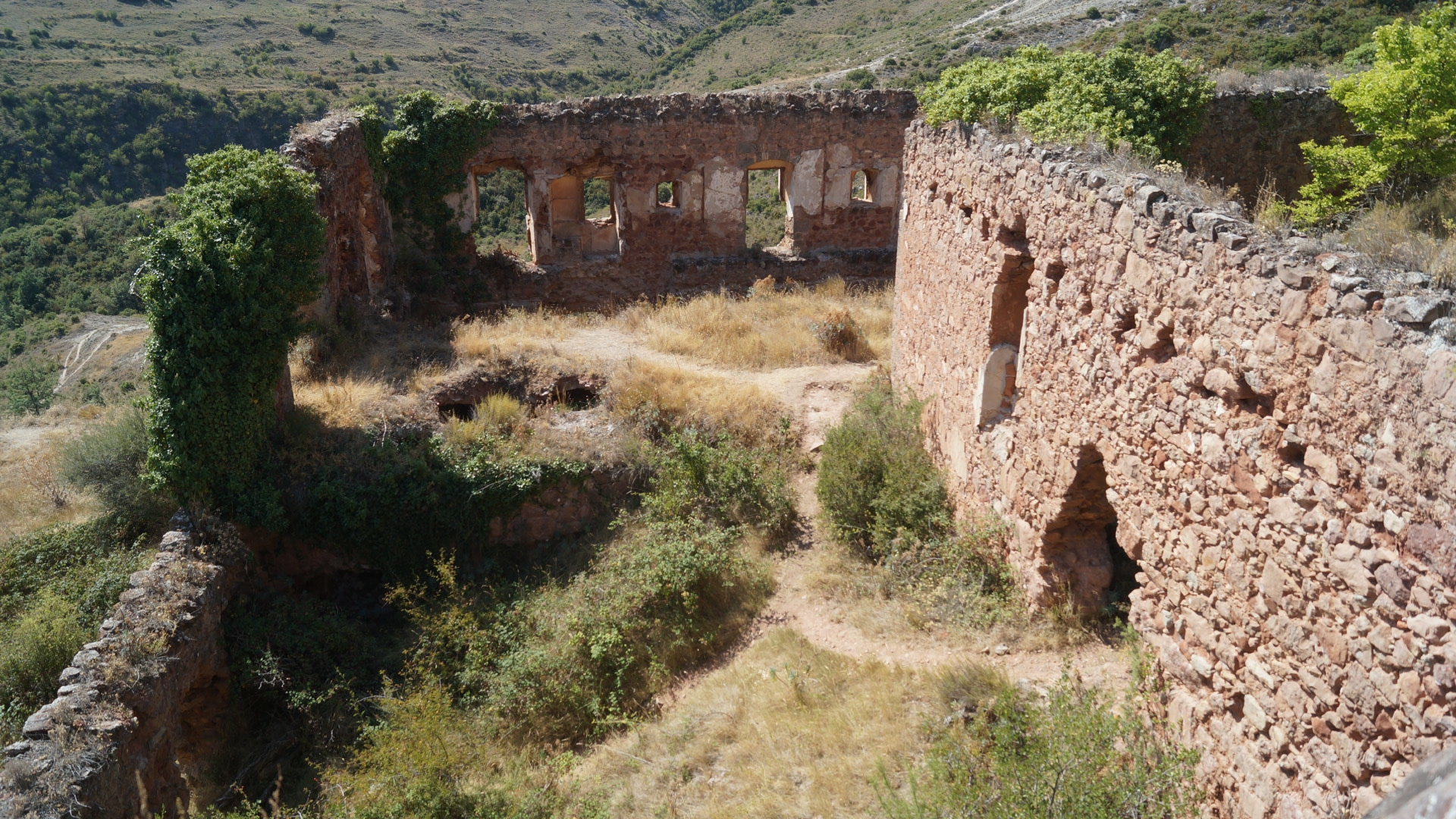